# Герб Мамадышского района
Герб Мамады́шского муниципального района Республики Татарстан Российской Федерации.
Герб утверждён Решением № 10-8 Совета Мамадышского муниципального района 2 ноября 2006 года.
Герб внесён в Государственный геральдический регистр Российской Федерации под регистрационном номером 2734 и в Государственный геральдический реестр Республики Татарстан под № 80.

## Описание герба
«В зелёном поле над волнистой оконечностью, волнисто пересечённой серебром и лазурью — золотой, перевязанный червлёной лентой, хлебный сноп между двух сообращённых серебряных серпов».

## Символика герба

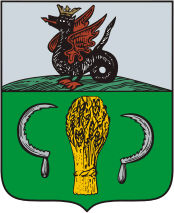
Герб Мамадыша (1781 год)

Герб Мамадышского района разработан на основе исторического герба уездного города Мамадыш Казанской губернии, Высочайше утверждённого 18 октября 1781 года, подлинное описание которого гласит:

«Въ верхней части щита гербъ Казанскій, въ нижней — два серебряные серпа и въ срединѣ оных золотой снопъ пшеницы въ зеленомъ полѣ, въ знакъ изобилія сей страны всякого рода житомъ».

Зелёный цвет поля символизирует природу, надежду, весну и здоровье.
Золотой сноп — традиционный символ единства сил и духовных устремлений, плодородия и богатства. Сноп, перевязанный красной лентой, также аллегорически указывает на неразрывную связь городского и сельских поселений, входящих в состав района. Золото — символ богатства, прочности, великодушия, стабильности. Красный цвет — символ силы, мужества, труда, красоты и праздника.
Серебряные серпы символизируют сельскохозяйственную направленность Мамадышского района и трудолюбие его населения.
В жизни района огромную роль играют водные ресурсы, что отражено голубой оконечностью и серебряным волнистым поясом. Голубая оконечность символизирует р. Каму и другие малые реки. Голубой цвет — символ чести, благородства, духовности.
Серебряный пояс аллегорически указывает на реку Вятку: одно из названий Вятки — Нократ — в переводе с татарского языка означает «серебряная река». Серебро — символ чистоты, совершенства, мира и взаимопонимания.

## История герба
Разработка герба района произведена авторской группой Геральдического совета при Президенте Республики Татарстан и Союза геральдистов России в составе:
Рамиль Хайрутдинов (Казань), Радик Салихов (Казань), Ильнур Миннулин (Казань), Константин Мочёнов (Химки), Кирилл Переходенко (Конаково), Оксана Афанасьева (Москва), при участии Павла Смирнова (Мамадыш) и Рамиля Миниханова (Мамадыш).